# Yang Chun-han
Dans ce nom chinois, le nom de famille, Yang, précède le nom personnel Chun-han.
Yang Chun-han dit Hank Yang (en amis, Futing, né le 1er janvier 1997 à Yuli) est un athlète taïwanais, spécialiste du sprint.

## Carrière
Il fait partie des Amis, un peuple aborigène austronésien.
Il termine 3e du 200 m lors des Jeux olympiques de la jeunesse de 2014.
En 2015, ses meilleurs temps sont :
- sur 100 m, 10 s 36 à Taipei le 27 avril 2015,
- sur 200 m, 20 s 96 à Singapour, le 5 avril 2015.

Il porte ces deux records respectivement d'abord à 10 s 29 et à 20 s 53 (ce dernier temps, record national) les 19 et 21 octobre 2015 à Kaohsiung. Le 8 mai 2017, son temps sur 100 m est amélioré en 10 s 22 à Taipei, record national battu.
Il est médaille de bronze du relais 4 x 100 m le 4 juin 2015 lors des Championnats d'Asie d'athlétisme 2015. Il remporte deux médailles d'or, sur 200 m et sur relais 4 x 100 m, lors des Championnats d'Asie juniors d'athlétisme 2016.

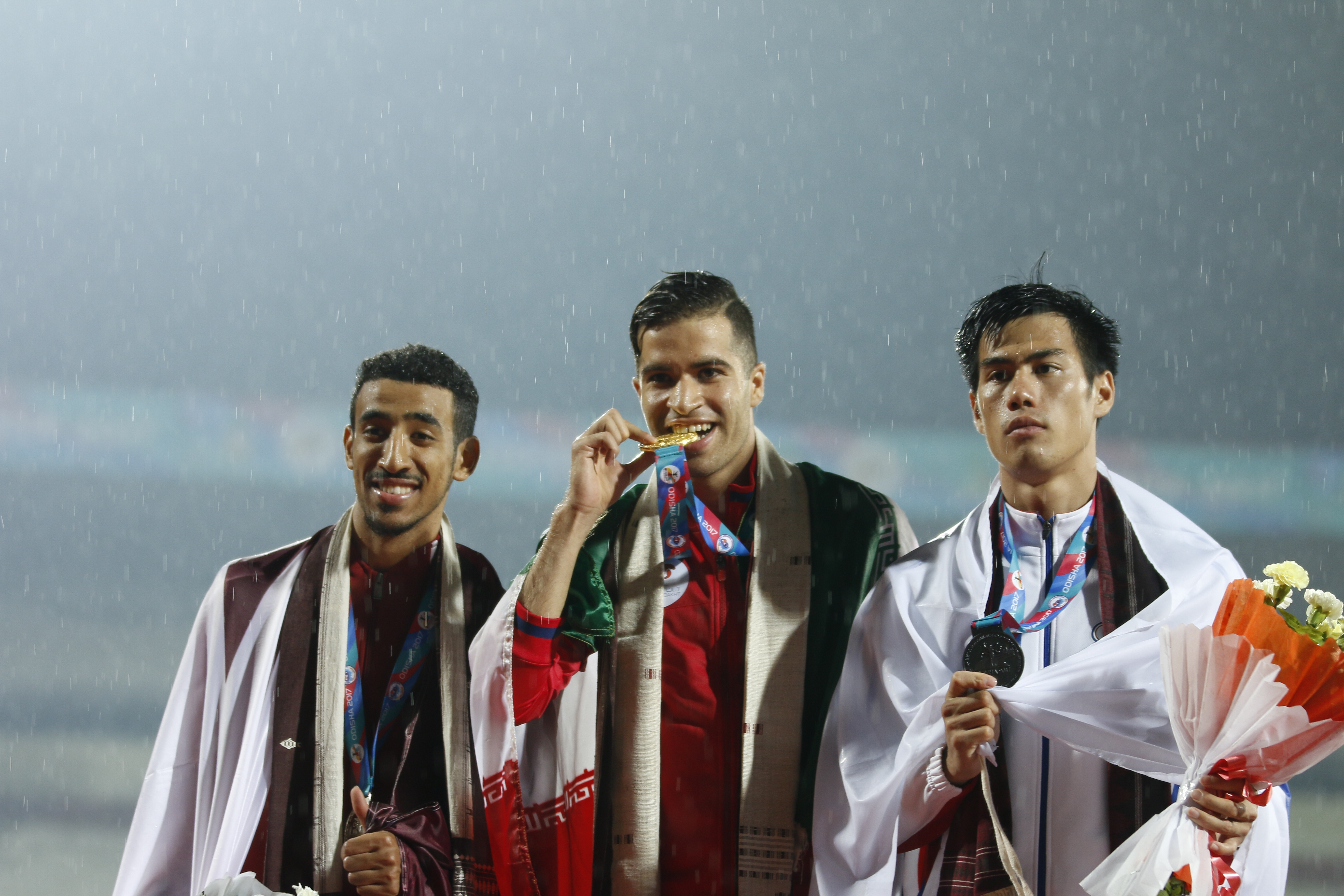
Podium du 100 m.

Le 7 juillet 2017, il remporte la médaille de bronze du 100 m, puis le 9 juillet celle d'or du 200 m, lors des Championnats d'Asie à Bhubaneswar.
En août lors des Universiade de 2017 se déroulant dans son pays à Taipei, il bat le record national de la distance reine en demi-finale en 10 s 20, puis remporte la médaille d'or en finale dans le temps de 10 s 22. Premier Taïwanais sacré sur une épreuve de sprint international, il devance sur le podium le sud-africain Thando Roto (10 s 24) et l'américain Cameron Burrell (10 s 28).
Le 25 mai 2018, il court en 10 s 12 à Taipei, avec un vent trop favorable de + 2,6 m/s, mais le 15 juin suivant, il améliore le record national lors des Japan University Games, d’abord en 10 s 18, puis en 10 s 11, à Hiratsuka. 
Le 29 août 2018, lors des Jeux asiatiques de Jakarta, Yang Chun-han remporte la médaille d'argent du 200 m et améliore son propre record de Taïwan en 20 s 23 (+ 0,7 m/s), devancé aux millièmes par le Japonais Yūki Koike.
Le 22 avril 2019, il termine 5e en 10 s 28, son meilleur temps de la saison, en finale du 100 m lors des Championnats d’Asie à Doha.

## Palmarès
| Date | Compétition                    | Lieu              | Résultat | Épreuve   | Temps   |
| ---- | ------------------------------ | ----------------- | -------- | --------- | ------- |
| 2014 | Championnats d'Asie juniors    | Taipei            | 3e       | 4 x 100 m | 39 s 91 |
| 2014 | Jeux olympiques de la jeunesse | Nankin            | 3e       | 200 m     | 21 s 31 |
| 2014 | Jeux asiatiques                | Incheon           | 5e       | 4 x 100 m | 39 s 20 |
| 2015 | Championnats d'Asie            | Wuhan             | 5e       | 200 m     | 20 s 96 |
| 2015 | Championnats d'Asie            | Wuhan             | 3e       | 4 x 100 m | 39 s 35 |
| 2016 | Championnats d'Asie juniors    | Hô-Chi-Minh-Ville | 1er      | 200 m     | 20 s 73 |
| 2016 | Championnats d'Asie juniors    | Hô-Chi-Minh-Ville | 1er      | 4 x 100 m | 39 s 75 |
| 2016 | Championnats du monde juniors  | Bydgoszcz         | 5e       | 200 m     | 20 s 81 |
| 2017 | Championnats d'Asie            | Bhubaneswar       | 3e       | 100 m     | 10 s 31 |
| 2017 | Championnats d'Asie            | Bhubaneswar       | 1er      | 200 m     | 20 s 66 |
| 2017 | Championnats d'Asie            | Bhubaneswar       | 7e       | 4 x 100 m | 40 s 23 |
| 2017 | Universiade                    | Taipei            | 1er      | 100 m     | 10 s 22 |
| 2017 | Universiade                    | Taipei            | 7e       | 200 m     | 21 s 07 |
| 2017 | Universiade                    | Taipei            | 3e       | 4 x 100 m | 39 s 06 |
| 2018 | Jeux asiatiques                | Jakarta           | 5e       | 100 m     | 10 s 17 |
| 2018 | Jeux asiatiques                | Jakarta           | 2e       | 200 m     | 20 s 23 |
| 2018 | Jeux asiatiques                | Jakarta           | 4e       | 4 x 100 m | 38 s 98 |
| 2019 | Championnats d'Asie            | Doha              | 5e       | 100 m     | 10 s 28 |
| 2019 | Championnats d'Asie            | Doha              | 2e       | 4 x 100 m | 39 s 18 |
| 2023 | Jeux asiatiques                | Hangzhou          | 3e       | 200 m     | 20 s 74 |

## Records
| Épreuve | Temps        | Lieu      | Date         |
| ------- | ------------ | --------- | ------------ |
| 100 m   | 10 s 11 (NR) | Hiratsuka | 15 juin 2018 |
| 200 m   | 20 s 23 (NR) | Jakarta   | 29 août 2018 |